# Непобедимая
«Непобедимая» — кинофильм.

## Сюжет
Кристи Джонс стала участницей подпольных уличных боёв, чтобы заработать денег на обучение своей сестры в колледже. Сестра, мечтающая стать врачом, хочет в будущем всё вернуть Кристи. В это время от одного из бойцов, выступающего под прозвищем «Скат», уходит жена. Это событие накладывает тяжёлый отпечаток на психику бойца, который вскоре начинает похищать женщин, похожих на его жену, насиловать и жестоко пытать их. Одной из таких жертв становится и любимая сестра Кристи. Разъярённая Кристи Джонс решает найти убийцу и отомстить ему сполна.

## В ролях
- Синтия Ротрок — Кристи Джонс
- Дон Ниам — «Скат»
- Джон Миллер — Ник ди Марко
- Донна Джейсон — Дженнифер Симмонс